# Demografía de Nicaragua
La demografía de Nicaragua es ligeramente variada e incluye principalmente los siguientes grupos:
1. Mestizos.  de ascendencia europea, sobre todo española con diferentes grupos (nativos americanos), los cuales habitan principalmente en las zonas del Pacífico, Norte, Centro y en algunas zonas del Caribe. Corresponden a más del 90 % de la población.

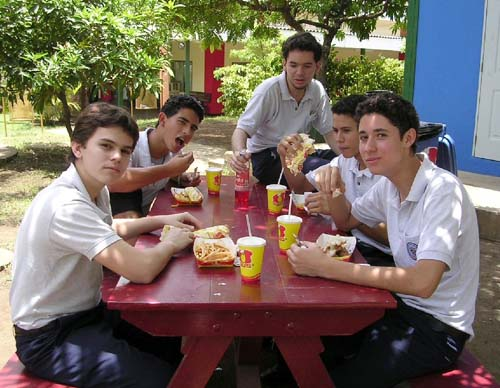
Adolescentes de Nicaragua.

2. Zambos, que corresponden a un 9 % de la población:
- Descendientes africanos (provenientes en su mayoría de Jamaica). Corresponden a cerca del 8 % de la población y habitan particularmente en la costa atlántica.

- Descendientes de tribus nativas americanas:
  - Misquitos, que habitan principalmente la Región Autónoma del Atlántico Norte, sobre las riberas de los principales ríos como el Coco, Wawa, Prinzapolka, Bambana y Grande de Matagalpa;
  - Mayangnas que habitan en la Región Autónoma del Atlántico Norte en la zona de las minas y la Reserva de Bosawás en Jinotega;
  - Creoles y ramas que habitan en la Región Autónoma del Atlántico Sur, en la zona de la ciudad de Bluefields.

- Descendientes de inmigrantes asiáticos (chinos principalmente), judíos, sirios y otras nacionalidades árabes.

## Distribución territorial de la población

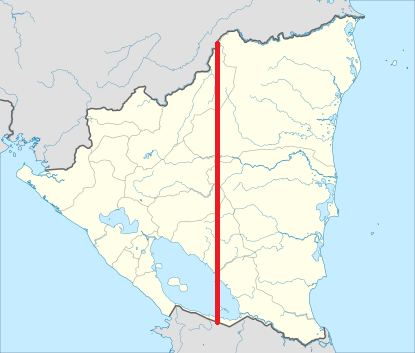
Línea divisoria de la brecha demográfica que presenta Nicaragua, separando el oeste del país (muy poblado) del este del país (muy despoblado).

Nicaragua presenta dos grandes regiones bien diferenciadas en cuanto a densidad demográfica se refiere, entre las dos Regiones Autónomas (Costa Caribe Norte y Costa Caribe Sur) y el departamento de Río San Juan, suman un total de 67,000 kilómetros cuadrados, esto es, el 55 % de la superficie total del país, mientras que, a su vez, estas tres dependencias comprenden un monto de 995,000 habitantes (a fecha de 2015), esto es, un 16 % de la población total de la nación, lo que explica una notable brecha demográfica entre la mitad oriental y la mitad occidental del territorio. Esto se traduce también históricamente en una menor cantidad de infraestructuras de comunicación en la zona más despoblada con respecto a la zona más poblada.
Geográficamente, la zona más poblada es la del Pacífico, siendo las ciudades más importantes Managua, con más de un millón habitantes, León con más de 214 mil habitantes, Masaya con más de 194 mil habitantes, Chinandega con más de 137 mil habitantes, y Granada con más de 135 mil habitantes. En el Pacífico se encuentran las principales universidades, centros de producción, puertos y aeropuertos. La zona norte tiene ciudades como Matagalpa con más de 171 mil habitantes, Jinotega con más de 153 mil habitantes, y Estelí con más de 131 mil habitantes donde predomina la ascendencia de origen europea, en su mayoría de inmigrantes españoles y alemanes. En la zona del Pacífico Sur, incluyendo Managua, también predomina la población de ascendencia europea.

## Características de la población

### Población total
7 046 310 (2023)

#### Historia demográfica
El primer censo de población de Nicaragua fue realizado el año 1906.
| Censo nicaragüense de 1906 | 501 849   |
| Censo nicaragüense de 1920 | 633 622   |
| Censo nicaragüense de 1940 | 829 831   |
| Censo nicaragüense de 1950 | 1 049 611 |
| Censo nicaragüense de 1963 | 1 535 588 |
| Censo nicaragüense de 1971 | 1 877 952 |
| Censo nicaragüense de 1995 | 4 357 099 |
| Censo nicaragüense de 2005 | 5 142 098 |

### Proyecciones
| 2030                                               | 7.391.881 |
| 2040                                               | 8.048.748 |
| 2050                                               | 8.531.045 |
| 2060                                               | 8.807.152 |
| 2070                                               | 8.874.572 |
| 2080                                               | 8.749.721 |
| 2090                                               | 8.485.333 |
| 2100                                               | 8.124.405 |
| * Fuente: Población de Nicaragua entre 1950 y 2100 |           |

## Etnografía
La mayor parte de la población es mestiza, seguida por minorías de blancos, negros e indígenas.
| Etnia     | Porcentaje |
| --------- | ---------- |
| Mestizos  | 69 %       |
| Blancos   | 17 %       |
| Negros    | 9 %        |
| Indígenas | 5%         |

## Estadísticas demográficas
- Población: 6 803 886 (2023)
- Género:
  - Hombres: 3 357 138 (49.3%)
  - Mujeres: 3 446 748 (50.7%)
- Urbanización
  - Rural: 2 781 083 (40.9%)
  - Urbano: 4 022 803 (59.1%)

- 1.56% de variación anual de la población

Nicaragua es actualmente la cuarta nación más poblada de Centroamérica. Sin embargo, para el 2020 la población del país superará a la de El Salvador. La tasa de fecundidad cayó del 3,3 hijos por mujer en 1995 a 2,7 hijos por mujer en 2005. Esta disminución fue prácticamente la media en Centroamérica, ya que fue mucho menor que en El Salvador y Costa Rica, pero mayor que en Honduras y Guatemala.
El país tiene una tasa de crecimiento del 1,4 % anual (un punto porcentual más que El Salvador y uno menos que Honduras). Demográficamente, la población del país se va a más que duplicar durante la primera mitad del siglo XXI, llegando a poco más de 11 millones, aunque a la vez es su tope, el país solo llegará a crecer de acuerdo a las proyecciones hasta 8,769,510 en 2079 y comenzará a decrecer en 2080, igual que Honduras, que iniciará con un -0,5 % anualmente, para luego ser un -2 % en la década de 2090 y un -3,3 % en 2100.

### Perfil demográfico
A pesar de ser uno de los países más pobres de América Latina, Nicaragua ha mejorado su acceso al agua potable y al saneamiento y ha mejorado su esperanza de vida, la mortalidad infantil y las tasas de inmunización. Sin embargo, la distribución de los ingresos es muy desigual, y los pobres, los agricultores y los indígenas siguen teniendo menos acceso a los servicios sanitarios. La tasa total de fecundidad de Nicaragua ha descendido desde unos 6 hijos por mujer en 1980 hasta situarse por debajo del nivel de reemplazo en la actualidad, pero la elevada tasa de natalidad entre las adolescentes perpetúa el ciclo de pobreza y el bajo nivel educativo.
Los nicaragüenses emigran principalmente a Costa Rica y, en menor medida, a Estados Unidos. Los hombres nicaragüenses han emigrado estacionalmente a Costa Rica para cosechar plátanos y café desde principios del siglo XX. La agitación política, la guerra civil y las catástrofes naturales que se produjeron entre los años 1970 y 1990 aumentaron drásticamente el flujo de refugiados y emigrantes permanentes que buscaban trabajo, salarios más altos y mejores prestaciones sociales y sanitarias. Desde el año 2000, la emigración nicaragüense a Costa Rica se ha ralentizado y estabilizado. En la actualidad, unos 296.541 nicaragüenses residen permanentemente en Costa Rica -alrededor del 75% de la población extranjera- y otros miles emigran estacionalmente por trabajo, muchos de ellos de forma ilegal.

## Migración

### Emigración al exterior
La tabla siguiente muestra el número de nicaragüenses en el exterior.
| País      | Población en el exterior permanente | Principales países de destino                                                                            |
| --------- | ----------------------------------- | --- |
| Nicaragua | 718.154                             | Costa Rica, Estados Unidos, España, Panamá, Canadá, Guatemala, El Salvador, Honduras, México y Venezuela |

### Inmigración del exterior
La tabla siguiente muestra el número de extranjeros en Nicaragua.
| País      | Población extranjera permanente | Principales países                                                                                    |
| --------- | ------------------------------- | --- |
| Nicaragua | 42.167                          | Honduras, Costa Rica, Estados Unidos, El Salvador, Guatemala, Cuba, México, España, Colombia y Panamá |